# Sportul în Kazahstan

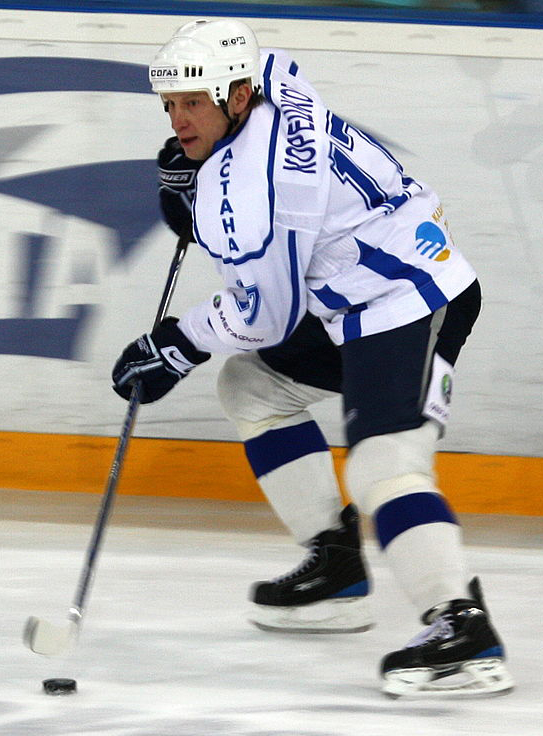
Aleksandr Koreshkov, căpitanul naționalei de hochei pe gheață

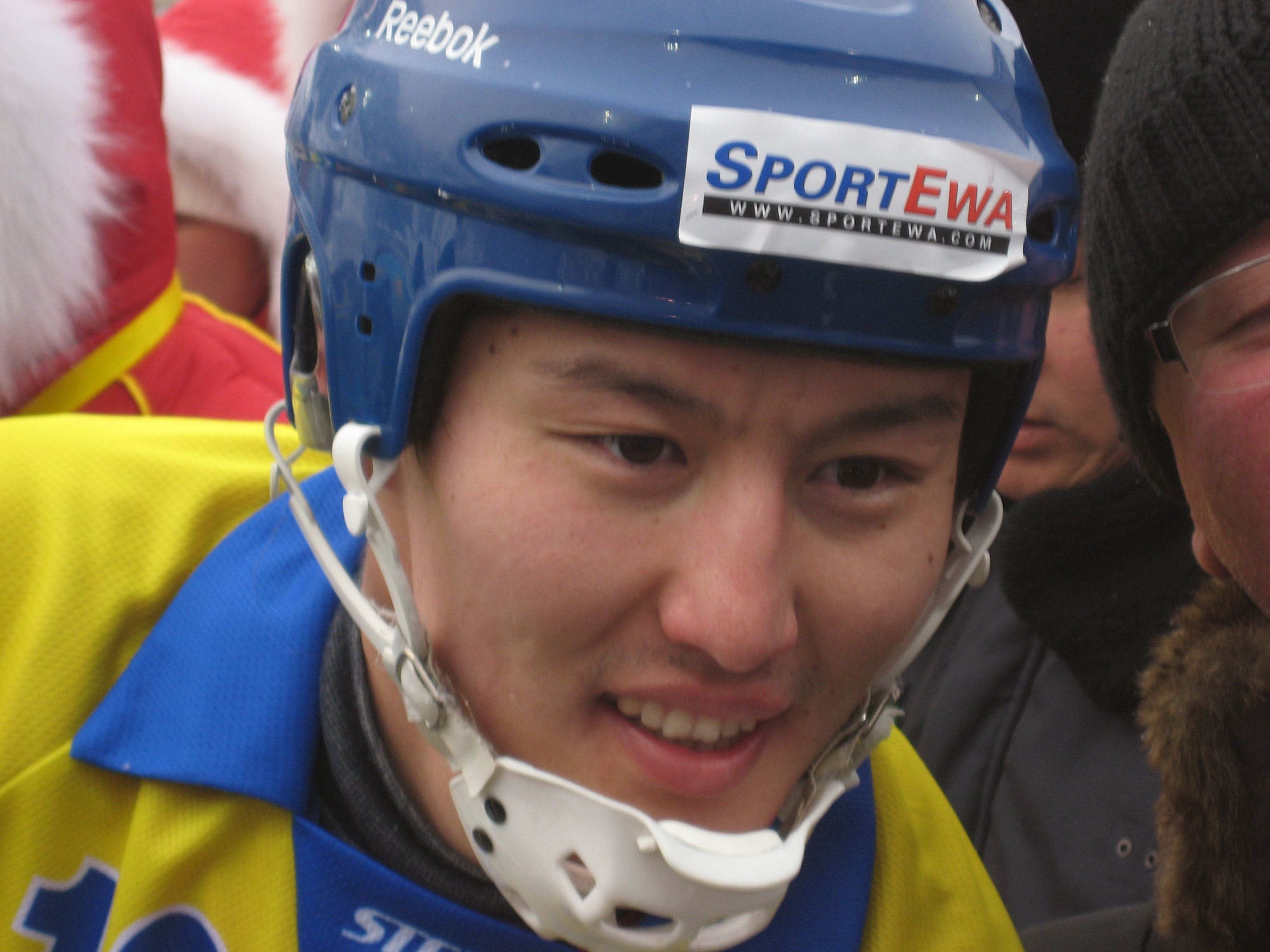
Rauan Isaliyev, căpitan al echipei naționale de Bandy

Kazahstan participă constant la Jocurile Olimpice, câștigând mai multe medalii la box. Orașul kazah Almaty a participat de două ori la alegerile pentru gazda Jocurilor Olimpice de Iarnă, în 2014 și din nou pentru ediția Jocurilor Olimpice de Iarnă din 2022. Astana și Almaty  au găzduit Jocuri de Iarnă ale Asiei din 2011.

## Atletism
Dmitriy Karpov este un atlet care a participat la decatlon, luând bronzul la Jocurile Olimpice de Vară din 2004 și la Campionatele Mondiale de Atletism din 2003 și 2007. Olga Rîpakova este specializată în triplu salt (femei), luând argintul la în Campionatul Mondial de Atletism din 2011 și medalia de aur la Jocurile Olimpice de Vară din 2012.

## Bandy

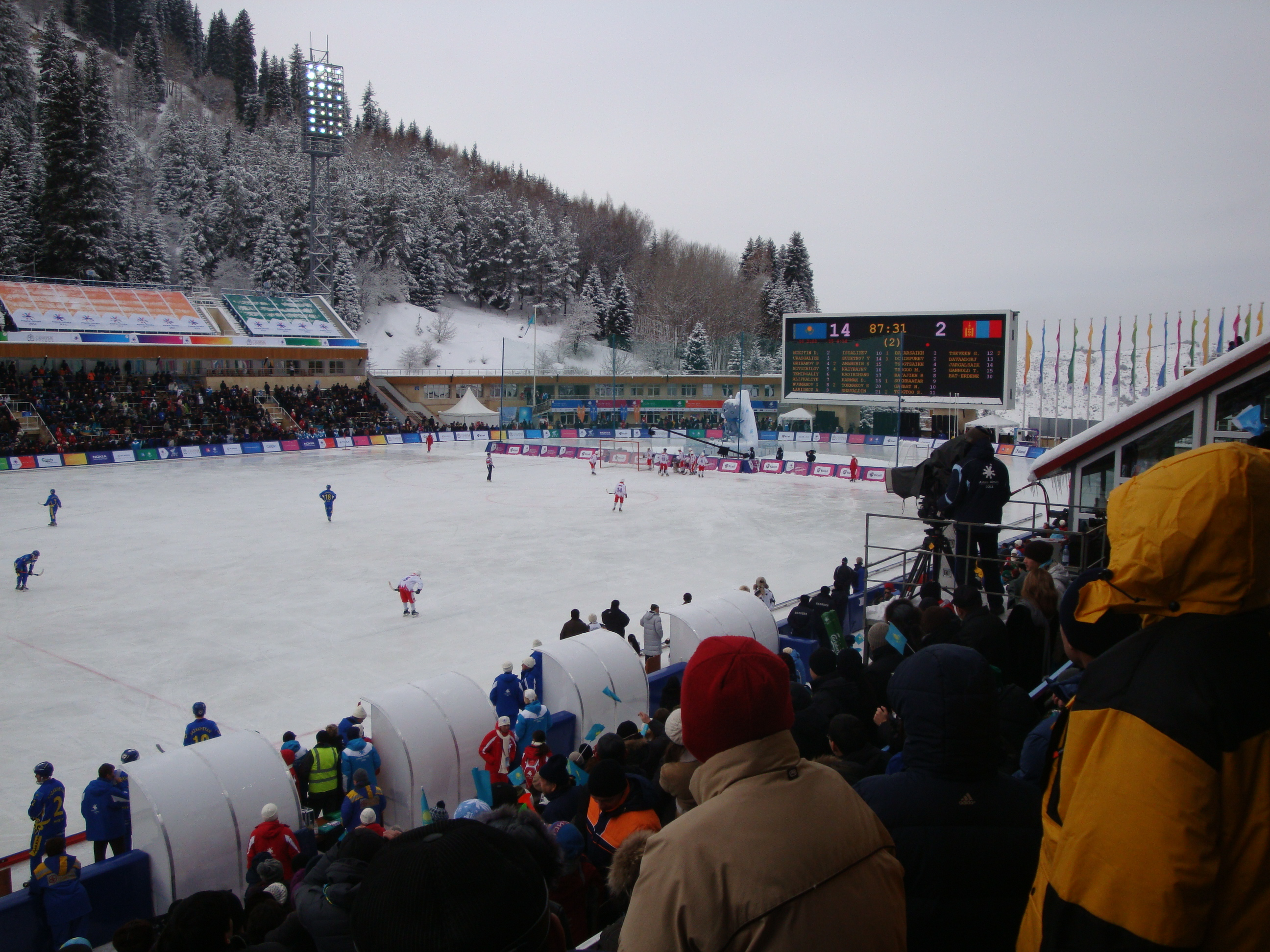
Finala turneului de Bandy la Medeu între Kazahstan și Mongolia

- Bandy – Echipa națională de bandy a Kazahstan ului[1] este printre cele mai bune din lume, câștigând de mai multe ori medalia de bronz la Campionatul Mondial de Bandy, inclusiv în ediția 2012 când Kazahstan a găzduit turneul[2]. În perioada Sovietică, Dinamo Alma-Ata a câștigat campionatele naționale ale Uniunii Sovietice în anii 1977 și 1990, și lCupa Europeană în 1978. Bandy se joacă în 17 județe.[3] Cu toate acestea, Akzhaiyk din Oral este singurul club profesionist.

## Box
Boxerii kazahi sunt cunoscuți în lume datorită performanțelor lor la ultimele trei Jocuri Olimpice, câștigând cele mai multe medalii după Cuba și Rusia (în toate cele trei jocuri). În 1996 și 2004, două boxeri kazahi (Vasiliy Jirov în 1996 și Bakhtiyar Artayev în 2004) au primit trofeul Val Barker, acordat pentru cel mai bun boxer al turneului.
La Jocurile Olimpice de Vară din Sydney, Australia, doi boxeri, Bekzat Sattarkhanov și Yermakhan Ibraimov, au câștigat medalii de aur. Alți doi boxeri, Bulat Jumadilov și Mukhtarkhan Dildabekov, au câștigat medalii de argint.

## Schi fond-cros

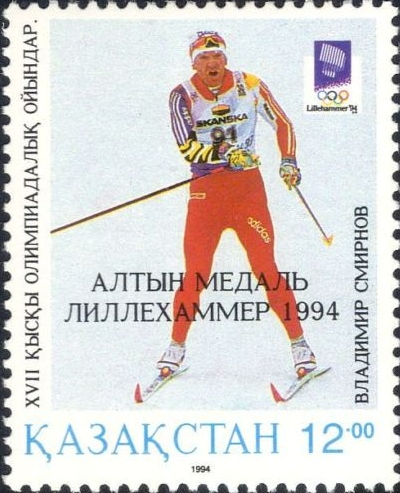
Timbru reprezentându-l pe Vladimir Smirnov

Schiorul Vladimir Smirnov a câștigat șapte medalii în total, la Jocurile Olimpice de Iarnă din 1988, 1994 și 1998, inclusiv una ed aur la proba de 50 m în 1994. De asemenea, din 1987 până în 1995, el a câștigat 11 medalii în total la Campionatul Mondial  inclusiv patru medalii de aur. În prima parte a carierei, el a reprezentat Uniunea Sovietică, după destrămarea acesteia alegând să reprezinte Kazahstanul.

## Fotbal
Fotbalul este cel mai popular sport în Kazahstan. Federația de Fotbal din Kazahstan (kazahă Қазақстанның Футбол Федерациясы, Qazaqstannıñ fwtbol federacïyası) este organismul de conducere al fotbalului, care organizează echipe naționale de bărbați, femei, și futsal.

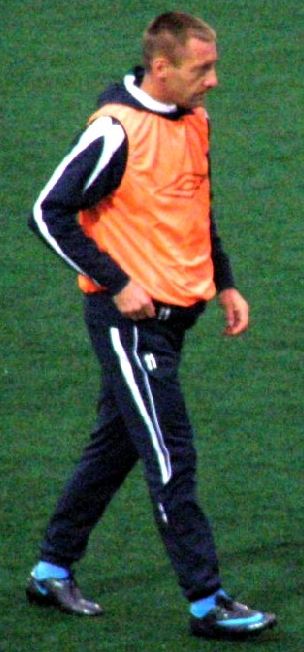
Andrei Tihonov, care a jucat pentru FC Lokomotiv Astana